# Umbulan (Winongan)
Umbulan is een bestuurslaag in het regentschap Pasuruan van de provincie Oost-Java, Indonesië. Umbulan telt 1780 inwoners (volkstelling 2010).